# Escuela Secundaria Miami Central
La Escuela Secundaria Miami Central (Miami Central Senior High School) es una escuela secundaria (high school) en West Little River, una área no incorporada en el Condado de Miami-Dade, Florida. Como parte de las Escuelas Públicas del Condado de Miami-Dade (MDCPS por sus siglas en inglés), la preparatoria sirve a partes de North Miami, Miami Shores, Opa-locka, y El Portal.
En 2009 tenía 1.600 estudiantes. En 2009 Kathleen McGrory de Miami Herald afirmó que la escuela históricamente era mal estado en general, y tenía personal escolar desanimado, absentismo escolar crónico, y disminución de la matrícula.
En 2010 la escuela que recibió la American Recovery and Investment Act (ARRA) School Improvment Grant (SIG) una subvención para la mejora escolar, debido a su cuerpo estudiantil predominantemente de minorías étnicas, y su bajo rendimiento académico. El Presidente de los Estados Unidos, Barack Obama, visitó la escuela para presentar el programa SIG a la gente estadounidense.